# Menapis
|  | No s'ha de confondre amb Manapis. |

Els menapis (llatí: Menapii) foren un poble celta de la Gàl·lia Belga. En temps de Juli Cèsar els menapis vivien als dos costats del riu Rin. Els eburons eren els seus veïns (vivien entre els menapis i els trèvers); al sud tenien els mòrins (morini). Plini el Vell situa els menapis a la costa junt amb els mòrins; al nord situa els scaldi, i al nord d'aquests els toxandris. La seva capital se suposa que fou Turnacum o Durnacus (Tournai). Malgrat que algunes fonts clàssiques els consideren germànics, o propers a aquesta ètnia, els estudiosos els inclouen entre els celtes basant-se en la toponímia i altres evidències.

## Etimologia
S'ha suggerit sovint que els Menapii comparteixen el mateix nom -i que probablement poden estar-hi relacionats- amb l'antiga tribu irlandesa dels Manapii (la qual dona nom al comtat de Fermanagh), dada que aportà per primer cop Ptolemeu.
Ambdós noms es consideren cèltic-P i podrien derivar d'una arrel protocelta *mano- (alternativament *meno- o *mono-) que significa tant "pensament" com "trepig" (una altra possibilitat és que sigui un derivat d'una altra arrel *mono-, del protoindoeuropea *men- que significa "elevar-se, encimbellar-se" i que dona els mots britònics per a "muntanya").
Segons altres fonts, l'etimologia celta del nom "Menapii" té dos substantius: "Men" i "Apa". Els dialectes celtes poden variar molt d'una àrea a una altra, per la qual cosa és important cenyir-se a l'accepció local del terme: a l'àrea dels Menapii, « Men » significa "Casa" però també "Boca", i « Apa » vol dir "Aigua" però podria referir-se també a una confluència. Això s'explica per la presència d'aigua (pantans, mar, etc.) a la zona on vivien els Menapii. La paraula Menapii designaria, doncs, els « habitants de pantans i aiguamolls ».

## Història

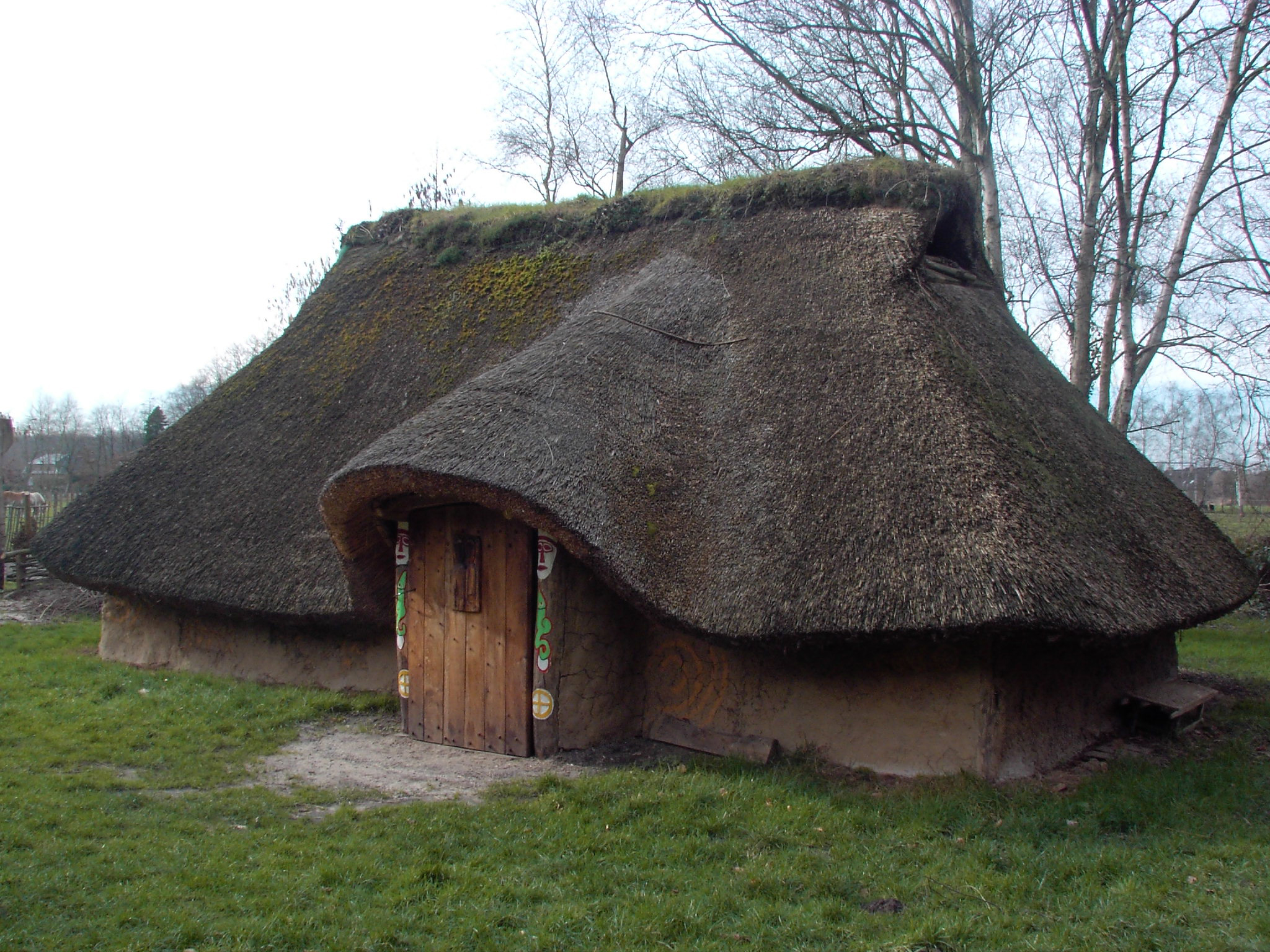
Reconstrucció d'un habitatge Menapi a Destelbergen

Cèsar diu que podien aixecar un exèrcit de 7.000 homes. Els vènets van demanar la seva ajuda contra Cèsar, cosa que vol dir que disposaven de vaixells. Cèsar els esmenta com una de les dues tribus que no estaven sotmeses el 56 aC (els altres eren els mòrins) protegits pels densos boscs. El 55 aC el país (i el dels mòrins) fou envaït pels llegats de Cèsar abans d'anar aquest a Britànnia, però no els van poder sotmetre. En tornar de Britànnia Cèsar hi va enviar a Labiè, que finalment els va reduir i el país fou assolat, i les cases cremades, però la gent es va poder refugiar als boscos i després va tornar. Cèsar va anar al país amb cinc legions.
Els menapis mai van enviar ambaixadors a Cèsar en demanda de pau. Foren aliats del rei Ambiòrix dels eburons, enemic de Cèsar, que va assolar el país altra vegada; els menapis van fugir amb les seves coses de valor als boscos. Els habitatges foren cremats i els ramats confiscats; finalment els menapis van demanar la pau i van entregar ostatges que serien executats si Ambiòrix entrava al seu territori.
Els tèncters i els usipets, pressionats pels sueus, es van presentar al seu territori i van massacrar als de l'est del riu i després van passar a l'oest i van saquejar aquest territori. Encara apareixen a la rebel·lió de Civilis («menapios et morinos et extrema Galliarum»). El seu territori fou part de la província de Germània Inferior a l'est i de la Gàl·lia Belga a l'oest.
Conquerits a finals del segle v per Clodoveu I, el darrer rei dels menapis fou Austrapius, i tant ell com el seu poble foren reubicats a l'est de Bèlgica, a la regió de Haspengouw al voltant de les actuals ciutats de Landen, Tongeren, Herstal i Aquisgrà. En una donació de Carles el Calb el 847 a l'abadia de Sant Armand, al sud de Tournai, es diu que es tracta d'alous "in territorio Menapiorum quod nunc Mempiscum appellant ".